# Казки Гофмана (фільм, 1916)
«Казки Гофмана» (нім. Hoffmanns Erzählungen) — німий німецький фільм-драма 1916 року, поставлений режисером Ріхардом Освальдом за кількома новелами Е. Т. А. Гофмана. Фільм зберігся не повністю.

## В ролях
| Актор            |   | Роль                       |
| ---------------- | - | -------------------------- |
| Курт Воловський  | • | молодой Гофман             |
| Макс Рунбек      | • | Онкель                     |
| Паула Ронай      | • | Танте                      |
| Вернер Краус     | • | Дапертутто                 |
| Фрідріх Кюне     | • | Коппеліус, торговець       |
| Лупу Пік         | • | Спаланзані, директор музею |
| Ернст Людвіґ     | • | Рат Креспель               |
| Неллі Рідон      | • | фрау Рат Креспель          |
| Рут Освальд      | • | мала Антонія               |
| Андреас Ван Хорн | • | доктор Міракель            |